# Ямальська залізнична компанія

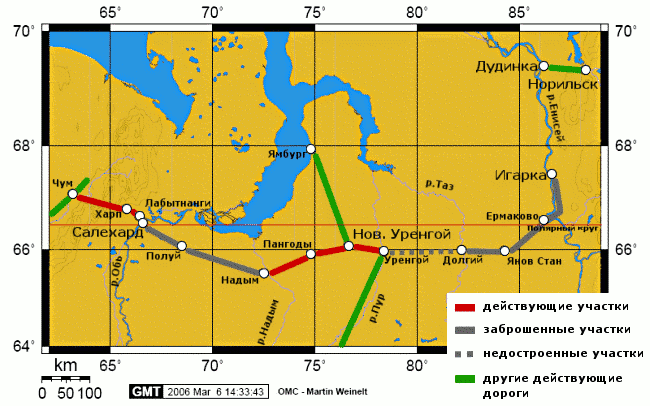
Орієнтовна схема Трансполярної магістралі на мапі населених пунктів Півночі

Ямальська залізнична компанія — російська залізнична компанія, створена у 2003 році адміністраціями ЯНАО, Свердловської залізниці  та ВАТ «Севтюменьтранспуть».
Основний напрямок діяльності — експлуатація ліній Коротчаєво — Новий Уренгой — Надим і Коротчаєво — Новий Уренгой — Ямбург.
Проекти Ямальської залізничної компанії:
- Відновлення і добудова залізничної лінії Обська — Салехард — Надим;
- Будівництво нової залізничної лінії Полуночне — ст. Обська-2 (проект припинений у лютому 2012 року через відсутність достовірних даних про наявність промислових запасів корисних копалин на східному схилі Уралу);
- Відновлення: і добудова лінії Коротчаєво — Ігарка.

Гілка Новий Уренгой — Пангоди — Надим є відновленою у 1970-х роках частиною Трансполярної магістралі.

## Ресурси Інтернету
- Official website [Архівовано 19 вересня 2018 у Wayback Machine.]
- Transport of Yamal
- Plans of the company [Архівовано 17 жовтня 2019 у Wayback Machine.]
- Information about the company [Архівовано 31 липня 2019 у Wayback Machine.]